# واکسن H5N1
واکسن H5N1 یک واکسن آنفلوانزا است که برای ایمن‌سازی برای ویروس آنفلوانزای نوع A H5N1 طراحی شده‌است.
واکسن‌هایی علیه چندین گونه از آنفلوانزای پرندگان H5N1 ساخته شده‌است. واکسیناسیون پرندگان در برابر اپیزوتیک H5N1 در برخی کشورها رواج دارد. برخی از واکسن‌ها نیز برای استفاده در انسان وجود دارند، و برخی دیگر در حال آزمایش هستند، اما هیچ‌کدام برای جمعیت غیرنظامی در دسترس قرار نگرفته‌است، با این حال تولید می‌تواند به مقدار کافی برای محافظت از بسیاری از جمعیت مردم روی کره زمین در صورت همه‌گیری H5N1 افزایش یابد.
برخی از واکسن‌های قدیمی‌تر H5N1 مبتنی بر تخم برای انسان که دارای مجوز هستند عبارتند از:
- واکسن سانوفی پاستور توسط ایالات متحده در آوریل ۲۰۰۷ تأیید شد،[۱][۲]
- واکسن گلاکسو اسمیت کلاین Prepandrix توسط اتحادیه اروپا در می ۲۰۰۸ با ادجوانت واکنشی AS03 (دارای اسکوالن) تأیید شد.[۳] و
- واکسن Panvax شرکت سی‌اس‌ال توسط استرالیا در ژوئن ۲۰۰۸ تأیید شد.

دیگر واکسن‌های H5N1 دارای مجوز عبارتند از:
- Adjupanrix، برای استفاده پزشکی در اتحادیه اروپا در اکتبر ۲۰۰۹ تأیید شد.[۴] Adjupanrix دارای سویه آنفلوانزای A/VietNam/1194/2004 NIBRG 14 (H5N1) است.[۴]
- Foclivia، برای استفاده پزشکی در اتحادیه اروپا در[۵] ۲۰۰۹ تأیید شد. فوکلیویا دارای سویه آنفلوانزای A/Vietnam/1194/2004 (H5N1) است.[۵]
- Aflunov، برای استفاده پزشکی در اتحادیه اروپا در نوامبر ۲۰۱۰ تأیید شد[۶] Aflunov دارای سویه آنفلوانزای A/turkey/Turkey/1/2005 (H5N1) مانند سویه (NIBRG-23) (کلاد 2.2.1).[۶]
- Pumarix، برای استفاده پزشکی در اتحادیه اروپا در مارس ۲۰۱۱ تأیید شد.[۷]

مشکلات تولید واکسن H5N1 عبارتند از:
- کمبود ظرفیت تولید کلی
- نبود ظرفیت تولید موجی (توسعه سیستمی که به صدها میلیون تخم‌مرغ تخصصی ۱۱ روزه در حالت آماده به کار وابسته است، غیرعملی است)
- همه‌گیری H5N1 ممکن است برای جوجه کشنده باشد